# Iglésia de la Misericòrdia
La Iglésia de la Misericòrdia és una església de L'Alguer catalogada entre els Béns Culturals per la Regió Autònoma de Sardenya.

## Descripció
És un edifici simple, amb característiques arquitectòniques corresponents al final del Renaixement, en la variant de la contrarreforma. A l'entrada hi ha una sola nau amb dues capelles a cada costat. La nau central és de creu de volta i les quatre capelles laterals tenen volta de canó. La volta de l'absis és de maons i la resta de l'església té voltes de pedra.
La façana és senzilla, a dues aigües i amb dues torres als laterals. Al centre hi ha un portal emmarcat per pilastres amb un timpà a la part superior, que mostra un fris del segle xvii de la Mare de Déu amb el seu fill Jesús i dos frares menors en oració. A sota del timpà hi ha escrit l'any 1814 i les paraules "Ave Maria Mater Misericordiae Ora Pro Nobis".
Conserva un crucifix del segle xvi que va arribar el 1606 en un vaixell espanyol que va naufragar a causa d'una tempesta a la badia de Port Comte. A finals de la dècada de 2010 hi ha devoció i es porta en processó pels carrers de l'Alguer durant la Setmana Santa. A la dècada de 1960 Joan Armangué va documentar aquesta tradició.

## Història
Construïda el 1662 per la Germandat de la Mercè, a partir del 1738 se'n van ocupar els frares Menors Observants, que el 1718 havien patit la destrucció de la seva església de Santa Maria de la Pietat. El campanar es va construir a mitjans del segle xviii. Durant una mica més d'un segle es van fer càrrec tant de l'església com del convent que hi ha al costat. A la segona meitat del segle xix van haver d'abandonar l'espai per les lleis de supressió de les ordes religioses.
Va patir greus danys als bombardejos de la Segona Guerra Mundial i fou reconstruïda parcialment. A finals de la dècada de 2010 les religioses "Filles de l'Església" s'ocupen del temple i el monestir és una pensió per la gent gran.